# Hauwa Ibrahim
Hauwa Ibrahim (Hinnah, Estado de Gombe, 1968) é uma advogada e professora nigeriana especialmente conhecida por ser pioneira na defesa de mulheres e meninas condenadas a apedrejamento em 12 estados do norte de Nigéria ao introduzir-se a partir de 1999, com o aumento do fundamentalismo islâmico, o aplicativo da sharia, a lei islâmica, em casos de acusação de adultério. Foi a primeira mulher advogada no norte de Nigéria no distrito de Yamaltu no Estado de Gombe e conseguiu converter-se na primeira advogada defensora numa corte islâmica. Entre os mais de uma centena de casos que tem defendido se encontram em 2002 os de Amina Lawal, Safiya Hussaini e Hafsatu Abubakar. Em 2014 depois do sequestro das estudantes de Chibok por parte de Boko Haram foi nomeada membro do comité presidencial de investigação pelo sequestro das estudantes. É criadora da organização Mães Sem Fronteiras para afastar a juventude do extremismo violento na Nigéria. Também é professora visitante de diversas universidades, entre elas a Universidade de Harvard.